# NGC 6026
NGC 6026 – mgławica planetarna położona w gwiazdozbiorze Wilka. Została odkryta 8 czerwca 1837 roku przez Johna Herschela.
W centrum mgławicy znajduje się ciasny układ podwójny, którego jednym ze składników jest biały karzeł. W wyniku wzajemnego obiegania się gwiazd jasność układu zmienia się z okresem 0,528 dnia, jednak okres orbitalny układu jest dwukrotnie wyższy. Różnica ta spowodowana jest tym, że w wyniku silnego oddziaływania grawitacyjnego większa gwiazda ma wydłużony, elipsoidalny kształt i wypełnia swą powierzchnię Roche’a, a w rezultacie ten elipsoidalny kształt odpowiada za zmienną jasność układu w zależności od tego, jak gwiazda jest obrócona względem obserwatora.